# Morvan
Il Morvan (dal celtico Mar: nero e Vand: montagna) è un massiccio montagnoso francese in Borgogna, ai confini dei dipartimenti dell'Yonne, della Nièvre, della Côte-d'Or e della Saona e Loira. Il suo punto più alto è l'Haut-Folin (901 m). La regione è percorsa da un reticolo idrografico denso con molti laghi artificiali e da una grande boscosità. Il Morvan è protetto da un parco naturale regionale dal 1970.

## Caratteristiche del massiccio del Morvan
Il massiccio del Morvan è un isolotto granitico dell'ovest della Borgogna situato nella continuità del Massiccio Centrale. È caratterizzato da cime arrotondate dall'erosione. Il Morvan non possiede monti molto elevati visto che l'altitudine massima è raggiunta dall'Haut-Folin, con i suoi 901 metri s.l.m., seguito dal monte Préneley, alto 855 m (le altre montagne come il Monte Beuvray superano tutte di poco gli 800 metri s.l.m.). L'acqua è presente in gran quantità nel Morvan, si osservano così numerosi piccoli corsi d'acqua che alimentano dei laghi artificiali (il lago dei Settons, 320 ha, e il lago di Pannecière, 520 ha, sono i più conosciuti). Questi laghi, molto spettacolari, costituiscono un forte richiamo turistico per la regione. Il Morvan è ancora molto segnato dall'agricoltura visto che il 29% della popolazione attiva lavora nel settore primario. L'attività è essenzialmente tradizionale e si basa sull'allevamento bovino con attività di piccole dimensioni (meno di un ettaro in media, e 50 ha in media per tutta un'attività). La silvicoltura morvandelle fornisce ogni inverno la Francia di alberi di Natale (in particolare nella regione dell'Haut Folin). La foresta ricopre quasi il 50% del Morvan. Le foreste di latifoglie e di conifere sono in concorrenza ma sono queste ultime che guadagnano poco a poco terreno (78000 ha di latifoglie contro 43000 ha di conifere).

## Il parco naturale del Morvan

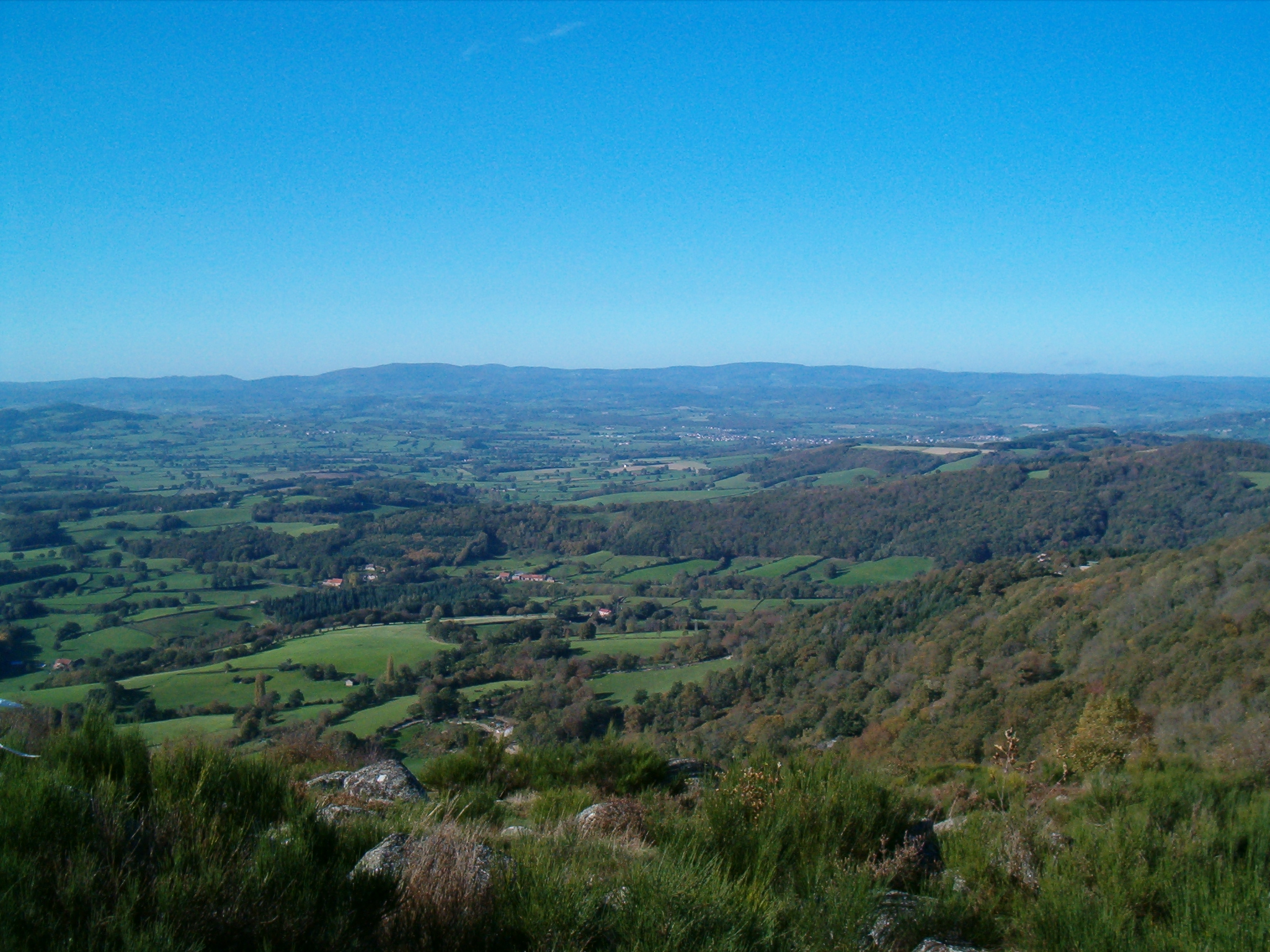
Panorama nella regione

Il Morvan possiede un ricco ecosistema, con foreste, pascoli e fiumi. Tuttavia, la biosfera non è al sicuro da minacce come l'inquinamento delle acque o la riduzione delle foreste (che costituiscono un rifugio per numerose specie). Per riuscire a conciliare la preservazione dell'ambiente naturale e lo sviluppo economico e turistico della regione è stato creato nel 1970 il parco naturale regionale del Morvan. Tale parco, che ricopre una superficie di 280.000 ha è incaricato di diverse missioni:
- Natura 2000, progetto europeo di preservazione degli ambienti naturali
- LEADER (Liaison Entre Actions de Développement de l'Économie Rurale = collegamento fra gli interventi di sviluppo dell'economia rurale), progetto europeo volto a conciliare gestione del patrimonio e sviluppo economico e sociale
- L'educazione all'ambiente
- Le contract rural des grands lacs du Morvan (=Il contratto rurale dei grandi laghi del Morvan), comprende 33 comuni situati nel bacino idrografico della Yonne, per la gestione dell'acqua.

## Storia
Il Morvan possiede una ricca storia ereditata principalmente dall'epoca gallo-romana. Tale storia è ancora visibile attraverso il sito del Mont-Beuvray nella Saona e Loira.
Nel 52 a.C., sul Monte Beuvray (826 m) si trovava l'oppidum celtico di Bibracte. Tale città, capitale della tribù celtica degli Edui, è divenuta celebre al momento della conquista della Gallia da parte di Giulio Cesare. È qui che le tribù galliche decisero di strutturare la loro difesa raggruppandosi dietro un solo capo, Vercingetorige. Il Monte Beuvray è ormai un luogo di scavi molto importante. Gli archeologi hanno riportato alla luce case e le mura difensive di Bibracte e tentano di definire quale fosse la vita dei galli. Il museo della civiltà celtica, costruito in prossimità degli scavi presenta tra le altre cose il risultato delle ricerche a Bibracte.
Dopo l'invasione romana, Bibracte è abbandonata per Autun situata a una ventina di chilometri. Se Bibracte è una città puramente celtica, Autun (Augustodunum) al contrario è stata voluta dall'imperatore romano Augusto. Vi si può ancora ammirare un tempio (dedicato a Giano), le antiche mura della città e due delle sue porte, così come un immenso teatro che poteva, all'epoca, accogliere 20.000 persone.
A partire dalla metà del XIX secolo, il Morvan ha conosciuto una profonda evoluzione. Nel 1858 infatti è stato creato il lago dei Settons per permettere il trasporto del legno per Parigi via Cure e Yonne, poi dopo le inondazioni di Parigi del 1910, fu deciso di regolare i margini della Senna grazie a bacini artificiali. Da tale progetto sono nati i laghi di Chaumeçon, Saint-Agnan, del Crescent, e il gigantesco lago di Pannecière, il serbatoio idrico della zona.

## Località del Morvan
- Autun
- Avallon
- Château-Chinon
- Corbigny
- Dun-les-Places
- Saint-Brisson
- Saint-Léger-Vauban
- Saulieu
- Quarré-les-Tombes
- Vézelay
- Mont Beuvray
- Oppidum Bibracte